# 盛和工業
盛和工業株式会社（せいわこうぎょう）は、日本の油圧機器及び光触媒空気浄化装置の製造メーカー。

## 概要
1969年2月に油圧装置販売会社として創業。油圧技術を用いた一般産業用機械やシールド（トンネル掘削機）を中心に展開し、宇宙開発用設備なども手がける。1994年より神奈川県先端技術開発助成金を受け、光触媒技術を用いた環境改善事業に着手し、産業向け空気浄化装置を製造販売している。機械装置部門と環境機器部門の2部門で構成されている。

## 特色
- 油圧機器・産業器械製造の大手企業向けに装置を供給するだけでなく、ニーズに合わせた独自の制御方法の提案、多種の油圧試験装置の製造も行っている。
- 光触媒事業では、業務用空気浄化装置「光触媒環境浄化装置」を一般産業向けの脱臭や工場向けVOC除去装置として製造販売している。
- 平成19年度より独立行政法人新エネルギー・産業技術総合開発機構の認定を受け、「循環社会構築型光触媒産業創成プロジェクト」に参加し、研究開発を行っている。

## 沿革
- 1969年 横浜市港北区新羽町に油圧機器および油圧装置販売会社として設立
- 1970年 油圧装置の製造を開始
- 1981年 シールド掘進機向け油圧装置専用台車の供給を開始
- 1991年 本社工場を横浜市港北区川向町に移転
- 1994年 神奈川県先端技術開発助成金を受け、光触媒による環境浄化事業に着手
- 2000年 科学技術振興事業団の独創的研究成果育成課題委託金により高性能高集積光触媒分解装置の開発に着手（2003年に成功認定を受ける）
- 2004年 横浜市都筑区川向町に第二工場を開設
- 2007年 独立行政法人　新エネルギー・産業技術総合開発機構の認定を受け、「循環社会構築型光触媒産業創成プロジェクト」に参加
- 2011年 横浜知財みらい企業に認定[1]
- 2012年 横浜市都筑区折本町に油圧工場を開設